# Heinola

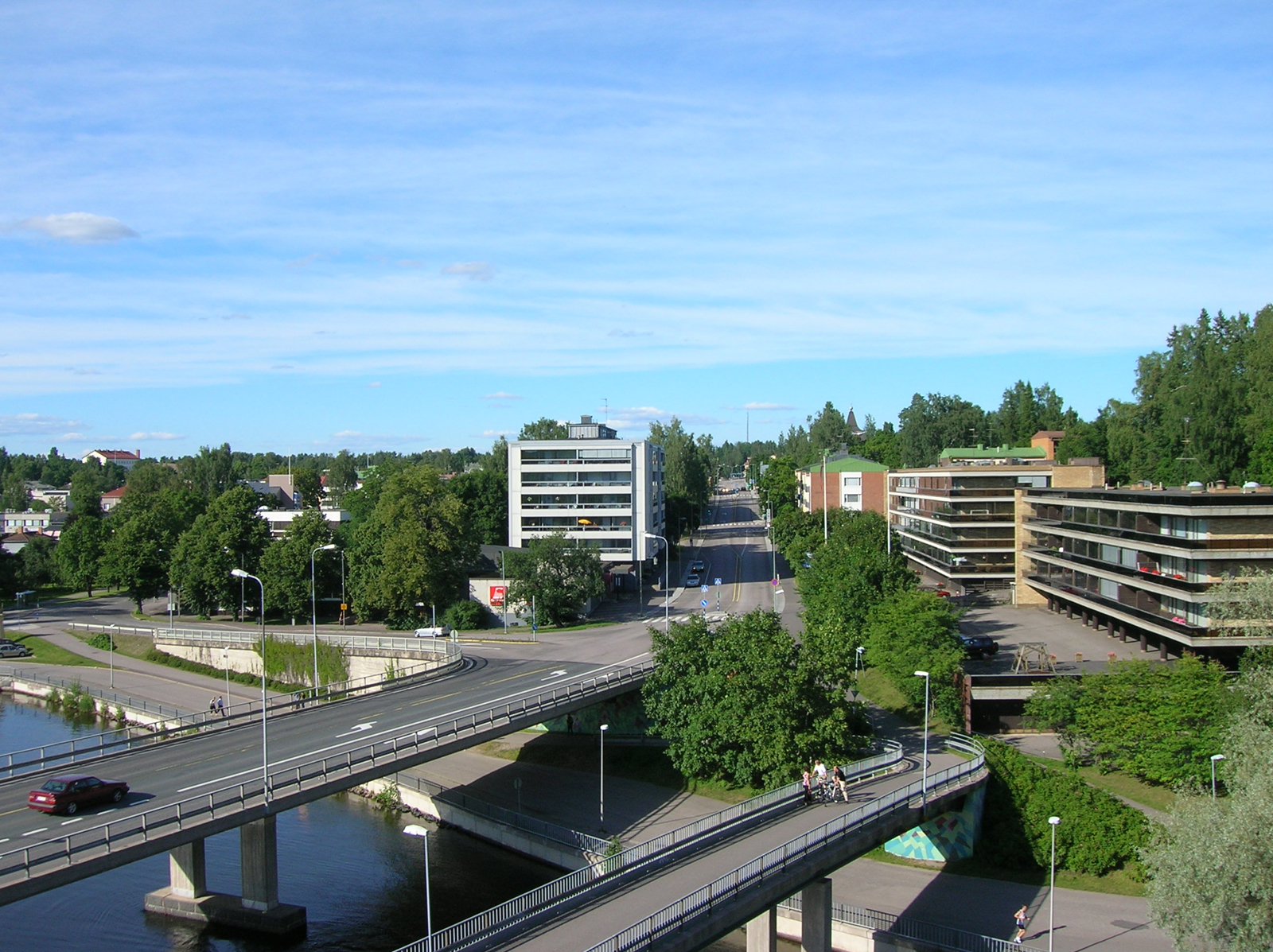
Centrum van Heinola

Heinola is een gemeente en stad in de Finse provincie Zuid-Finland en in de Finse regio Päijät-Häme. De gemeente heeft een landoppervlakte van 676 km² en telt 18.131 inwoners (2022).

## Geschiedenis
Heinola is in 1776 gesticht als hoofdstad en residentie van de gouverneur van de provincie Kymenkartano. Nadat de provinciehoofdstad in 1809 werd verplaatst naar het meer oostwaarts gelegen Mikkeli omdat Finland onderdeel werd van Rusland, kreeg Heinola in 1839 stadsrechten aangeboden ter compensatie. De gemeente lag tot 1997 in de provincie Mikkeli, maar werd in dat jaar onderdeel van de provincie Zuid-Finland nadat een aantal Finse provincies werd samengevoegd.

## Partnersteden
- Piešťany (Slowakije)
- Baranawitschy (Wit-Rusland)
- Karlshamn (Zweden)
- Landkreis Peine (Duitsland)

## Bekende inwoners

### Geboren
- Marko Kantele (1968), darter